# Eustomias longiramis
Eustomias longiramis es una especie de pez de la familia Stomiidae en el orden de los Stomiiformes.

## Morfología
Los machos pueden llegar a alcanzar los 16,3 cm de longitud total.

## Hábitat
Es un pez de mar y de aguas profundas que vive hasta 875 m de profundidad.

## Distribución geográfica
Se encuentra en las Islas Hawái.